# Aston Martin AM37
Aston Martin AM37 ou AM37 est un bateau de plaisance de style Yacht / bateau runabout de luxe, du constructeur automobile britannique Aston Martin. Fabriqué à une quarantaine d'exemplaires à partir de 2017, il est présenté au salon nautique  Monaco Yacht Show 2016 de Monaco,, marquant l'entrée de la marque britannique de luxe dans le monde nautique. 

## Historique
En 2014 la marque de voiture de prestige britannique Aston Martin (avec pour chef designer Marek Reichman) s'associe à l'architecte naval néerlandais Mulder Design, et au constructeur naval britannique Yachts Quintessence, pour concevoir un des modèles de bateau les plus luxueux et rapides du monde de la plaisance, avec 11 m de long, pour 8 passagers, alliant le meilleur du design, de l'artisanat de luxe, et des hautes technologies futuristes d'avant garde, inspiré des Yachts, des voitures supercars Aston Martin (entre autres des Aston Martin One-77 de 2009, Aston Martin Vulcan de 2015, et Aston Martin DB11 de 2016...), des bateaux runabout des années 1950 et années 1960, et des voiliers de course Classe J, avec : 
- coque en résine époxy, fibre de verre, et fibre de carbone, métaux polis, pont en teck, bois verni, cuir, habillage personnalisé par Aston Martin...
- tableau de bord à écran tactile et systèmes de navigation haute technologie inspiré des Aston Martin
- cabine intérieur spacieuse aménagée, avec chambre / salon convertible, bar, coin cuisine équipé, salle de bains / douche / toilette,  air conditionné, éclairage d'ambiance du designer Rogier van der Heide
- pont coulissant avec hardtop électrique en carbone pour cockpit, pont, et ponton arrière
- motorisation sterndrive :
  - AM37 : 2 moteurs Mercury Marine Racing diesel, 4,2 litres, 370 ou 430 ch, vitesse de 42 nœuds
  - AM37S : 2 moteurs Mercury Marine Racing essence, 8,6 litres, 520 ch, vitesse de 50 nœuds

Aston Martin annonce faire construire à partir de 2017, une série de 40 exemplaires, au rythme d'environ sept par an, au tarif de 1,4 à 2 million € en fonction du niveau d'option et de personnalisation, et annonce également étudier la conception d'un futur Yacht de 100 m, et d'un futur catamaran de 43 m...